# Ernest Bambridge
Pour les articles homonymes, voir Bambridge.
Ernest Henry Bambridge (16 mai 1848 – 16 octobre 1917) est un joueur de football anglais qui eut une sélection en tant qu'attaquant dans l'équipe d'Angleterre de football en 1876. Il était l'aîné de trois frères qui jouaient pour l'Angleterre.

## Carrière
Ernest Bambridge est né à Windsor (Berkshire). Ses parents sont Sophia (née Thorington) et William Bambridge, qui a été photographe pour la Reine Victoria. Il a été éduqué à l'école St Mark à Windsor.
Sa carrière de joueur de football se déroula dans différents clubs : Windsor Home Park, Swifts, East Sheen et Corinthian. Sa seule apparence sous le maillot anglais date du 4 mars 1876 contre l'Écosse à Hamilton Crescent (Partick). Il fut un membre de la Football Association de 1876 à 1882 et un membre du comité des Corinthians en 1882.
Ses jeunes frères, Arthur et Charles jouèrent respectivement 3 et 18 fois pour l'Angleterre. Ils sont le seul trio de frères à avoir joué pour l'Angleterre.
Bambridge a gagné sa vie en étant membre de la bourse londonienne : London Stock Exchange. Il est décédé à Southend-on-Sea le 16 octobre 1917.